# Grande Sud
Wielkie Południe (wł. Grande Sud, GS) – włoska federacyjna partia polityczna o profilu chrześcijańsko-demokratycznym.
Powołanie federacji było przejawem realizacji planów powołania włoskiej centroprawicowej formacji reprezentującej regionalizm południowy. Porozumienie zawiązano 14 lipca 2011 – podpisali ją liderzy Siły Południa Gianfranco Micciché, partii Io Sud Adriana Poli Bortone i partii My Południe Arturo Iannaccone. Ostatnie z tych ugrupowań faktycznie nie podjęło jednak współpracy. W styczniu 2012 w Izbie Deputowanych XVI kadencji powstała dziesięcioosobowa frakcja poselska federacji. W październiku tego samego roku Gianfranco Micciché zajął 4. miejsce w wyborach na prezydenta Sycylii (15% głosów), a GS zdobyła 5 mandatów w regionalnym parlamencie. Na potrzeby wyborów parlamentarnych w 2013 federacja przystąpiła do bloku centroprawicy opartego na PdL i Lidze Północnej. W wyniku wyborów partia uzyskała 3 mandaty w Senacie XVII kadencji – 1 z własnej listy oraz 2 z listy PdL. W tym samym roku zintegrowała się z partią Forza Italia.